# Феррейра Мело, Бруно
Бру́но Ферре́йра Ме́ло (порт. Bruno Ferreira Melo, либо просто Бру́но Ме́ло); родился 26 октября 1992 года, Паракуру, штат Сеара) — бразильский футболист, левый фланговый защитник клуба «Форталеза», на правах аренды выступающий за «Гояс».

## Биография
Бруно Мело — воспитанник клуба «Форталеза». Ещё не дебютировав за основной состав «львов», в 2011 году был отдан в аренду в свой первый «взрослый» клуб — «Маракану» из пригорода Форталезы Мараканау. В 2012 году, также на правах аренды, выступал за «Кишаду» из одноимённого города и «Паракуру». В 2013 году впервые начал попадать в заявки «Форталезы», но за основной состав так и не дебютировал. В 2014 году трижды отдавался в аренду в скромные команды, где играл лишь на уровне чемпионатов штатов (и не всегда в высших дивизионах) — в «Кишаду», «Нова-Русас» и «Униклиник».
15 января 2015 года Бруно Мело, наконец, дебютировал за «Форталезу» в матче чемпионата штата Сеара против «Кишады» (0:0). Игрок прошёл со своей командой путь от второго места в Серии C, победы в Серии B до дебюта в Серии A. Впервые в элитном дивизионе бразильского футбола Мело сыграл 1 июня 2019 года — в 7 туре чемпионата Бразилии «Форталеза» в гостях уступила «Фламенго» со счётом 0:2. Бруно Мело с 2015 по 2021 год пять раз становился чемпионом штата Сеара, а в 2019 году выиграл со своей командой Кубок Нордесте.
В феврале 2022 года Бруно Мело вновь был отдан в аренду — на этот раз в «Коринтианс». Дебютировал за «тиман» 20 февраля 2022 года в гостевом матче Лиги Паулисты против «Ботафого» (Рибейран-Прету) (1:1).

## Титулы
- Чемпион штата Сеара (5): 2015, 2016, 2019, 2020, 2021
- Обладатель Кубка Нордесте (1): 2019
- Победитель бразильской Серии B (1): 2018